# Ustawiacz min

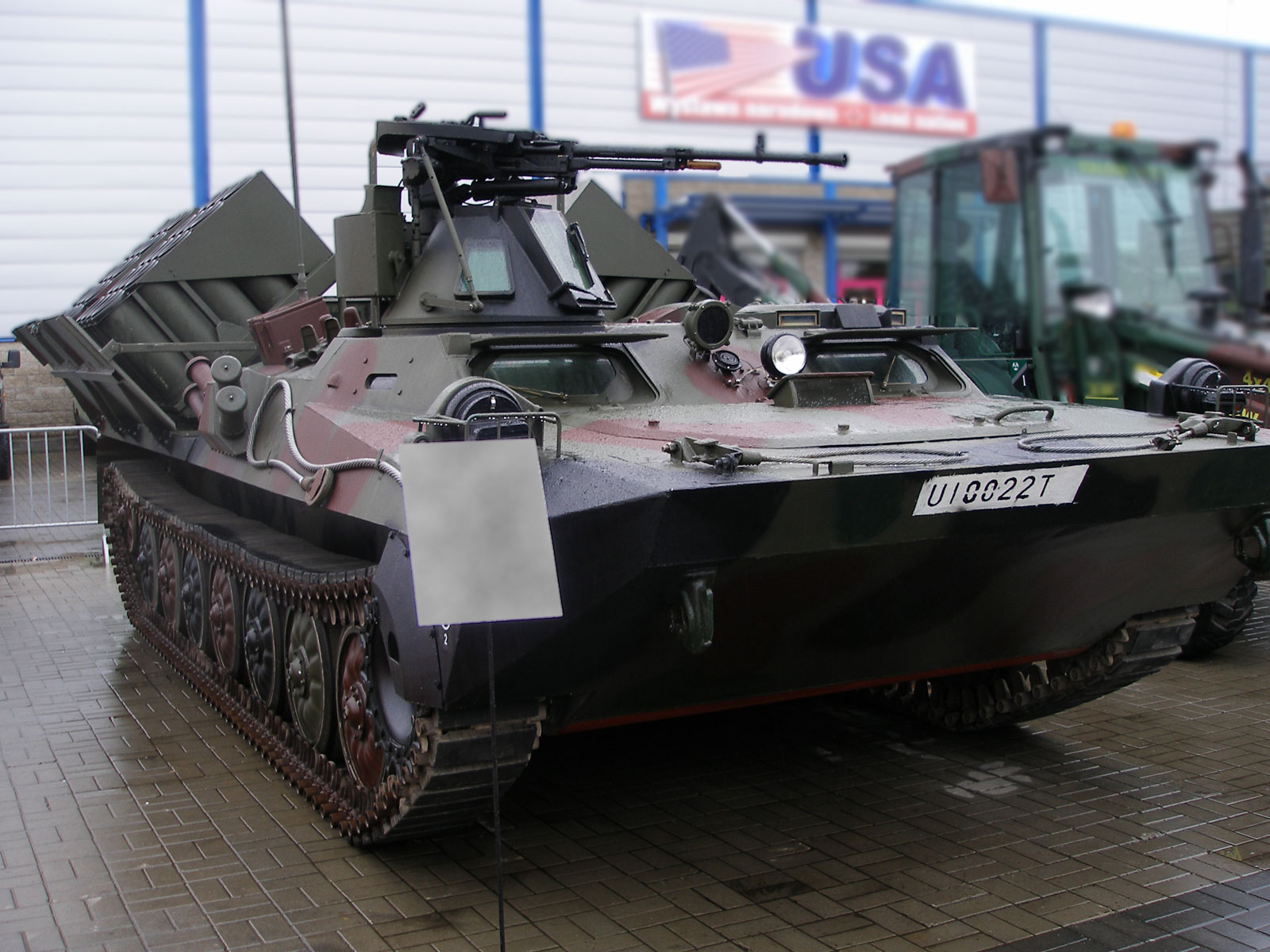
Kroton – polski transporter minowania narzutowego

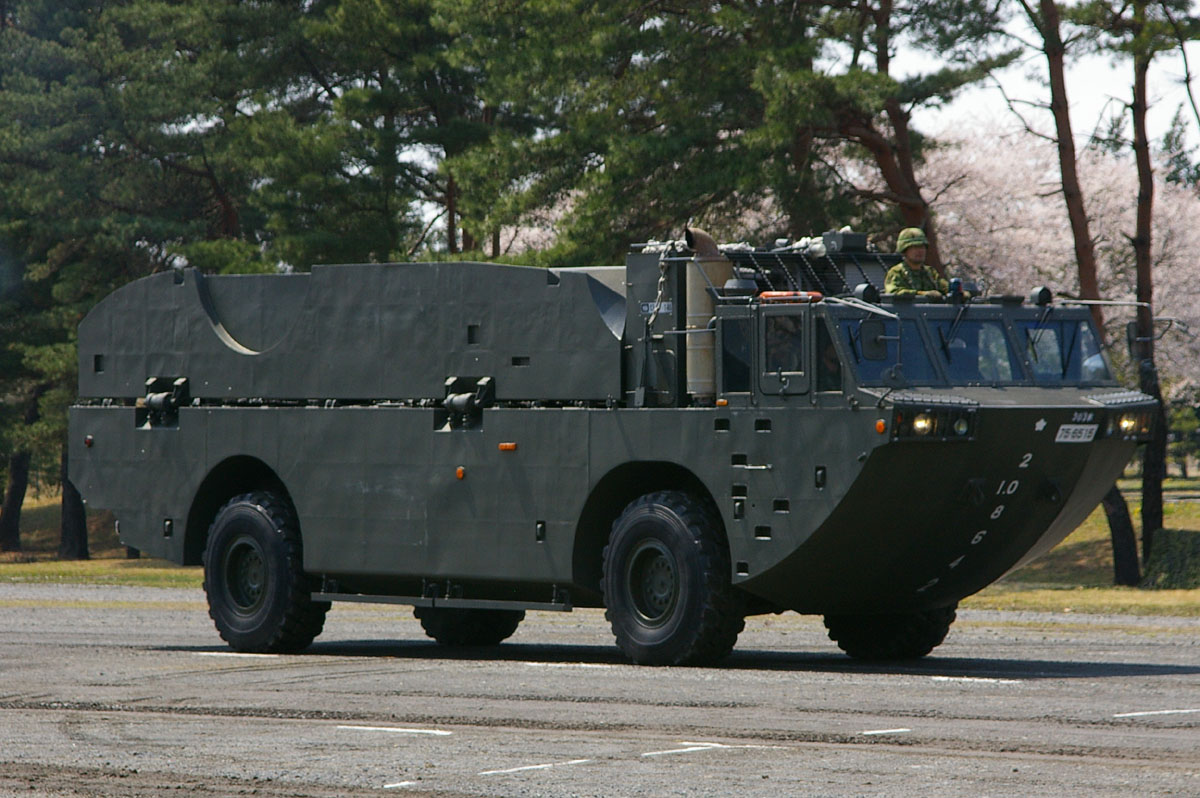
Typ 94 – japoński ustawiacz min przeznaczony do zaminowywania plaż

Ustawiacz min – pojazd wojskowy, zwykle opancerzony i nieuzbrojony, przeznaczony do ustawiania zapór minowych, w postaci min przeciwpancernych i przeciwpiechotnych. Ustawiacze min mogą być zarówno pojazdami samobieżnymi, jak i holowanymi (przyczepy).